# HD130771
HD130771 — хімічно пекулярна зоря спектрального класу
A0 й має видиму зоряну величину в смузі V приблизно  7,6.

## Пекулярний хімічний склад
Зоряна атмосфера HD130771 має підвищений вміст 
He
.